# Chubutisaurus
Chubutisaurus insignis
Genre
Espèce
Chubutisaurus (signifiant « lézard de Chubut) est un genre fossile de titanosaures du Crétacé inférieur de la famille des Titanosauridae. Une seule espèce est connue, Chubutisaurus insignis. Elle a été trouvée en Amérique du Sud, dans la formation géologique Cerro Barcino (en) et décrite comme espèce-type par Guillermo del Corro en 1975. Les fossiles ont été retrouvés dans des strates datant de l'Albien,.